# Cariniana legalis
Cariniana legalis là một loài thực vật linhin thuộc họ Lecythidaceae.
Loài này có ở đông nam Brasil, nơi chúng được gọi là jequitibá-branco hoặc jequitibá-rosa, có thể cả Colombia, và có thể cả Venezuela.
Là một trong những cây gỗ lớn nhất ở khu vực bảo tồn rừng Đại Tây Dương, ở Santa Rita do Passa Quatro và gần Petrópolis có những cây cổ thụ. Một trong những cây này có độ tuổi 3 000 năm.
Chúng hiện đang bị đe dọa vì mất nơi sống.

## Hình ảnh

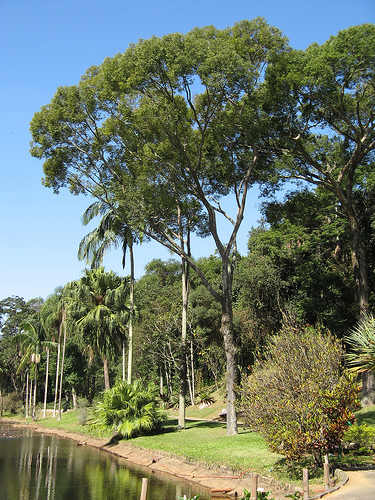
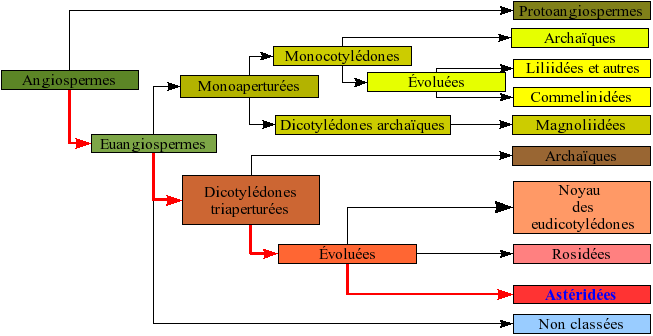
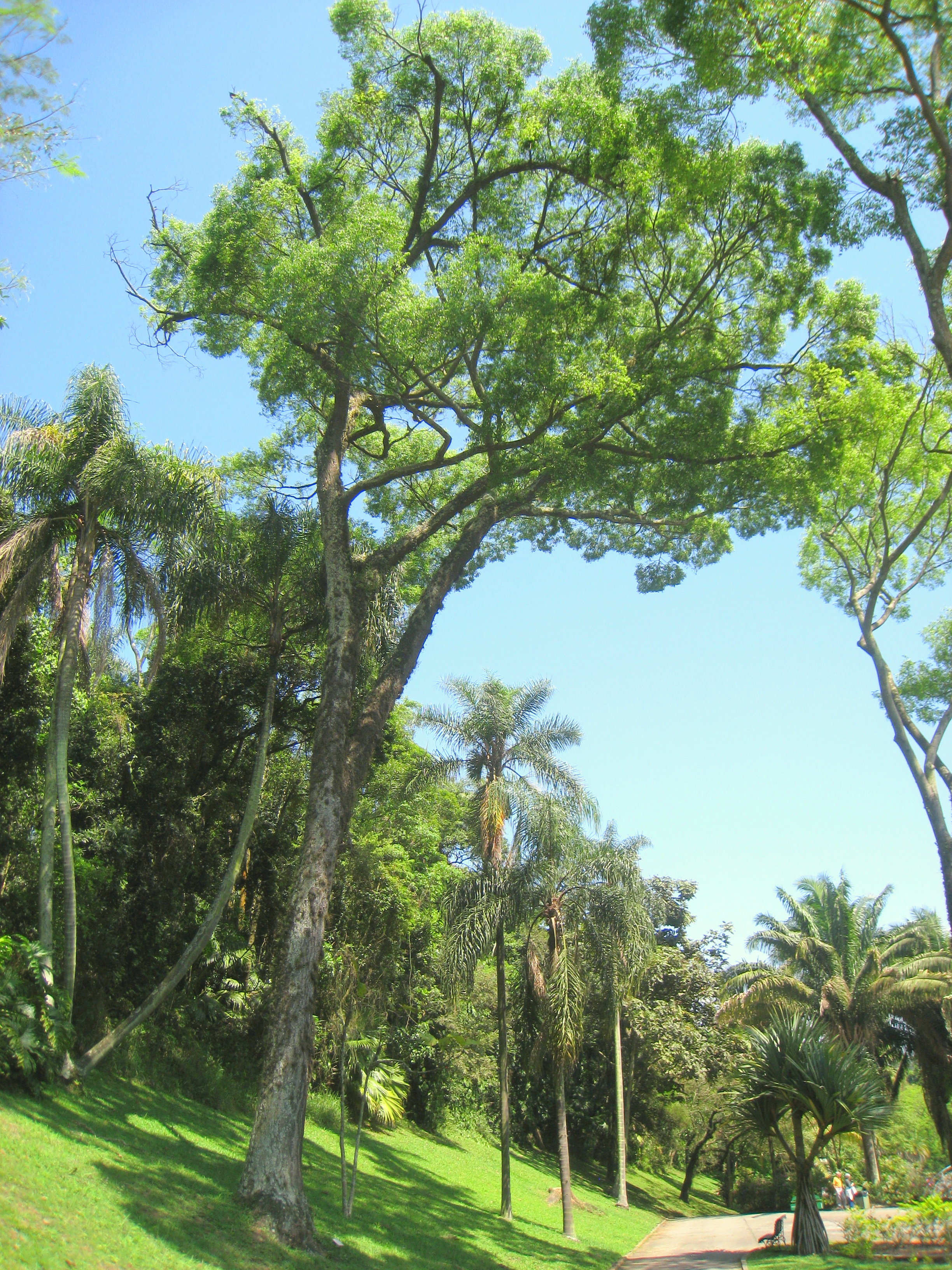
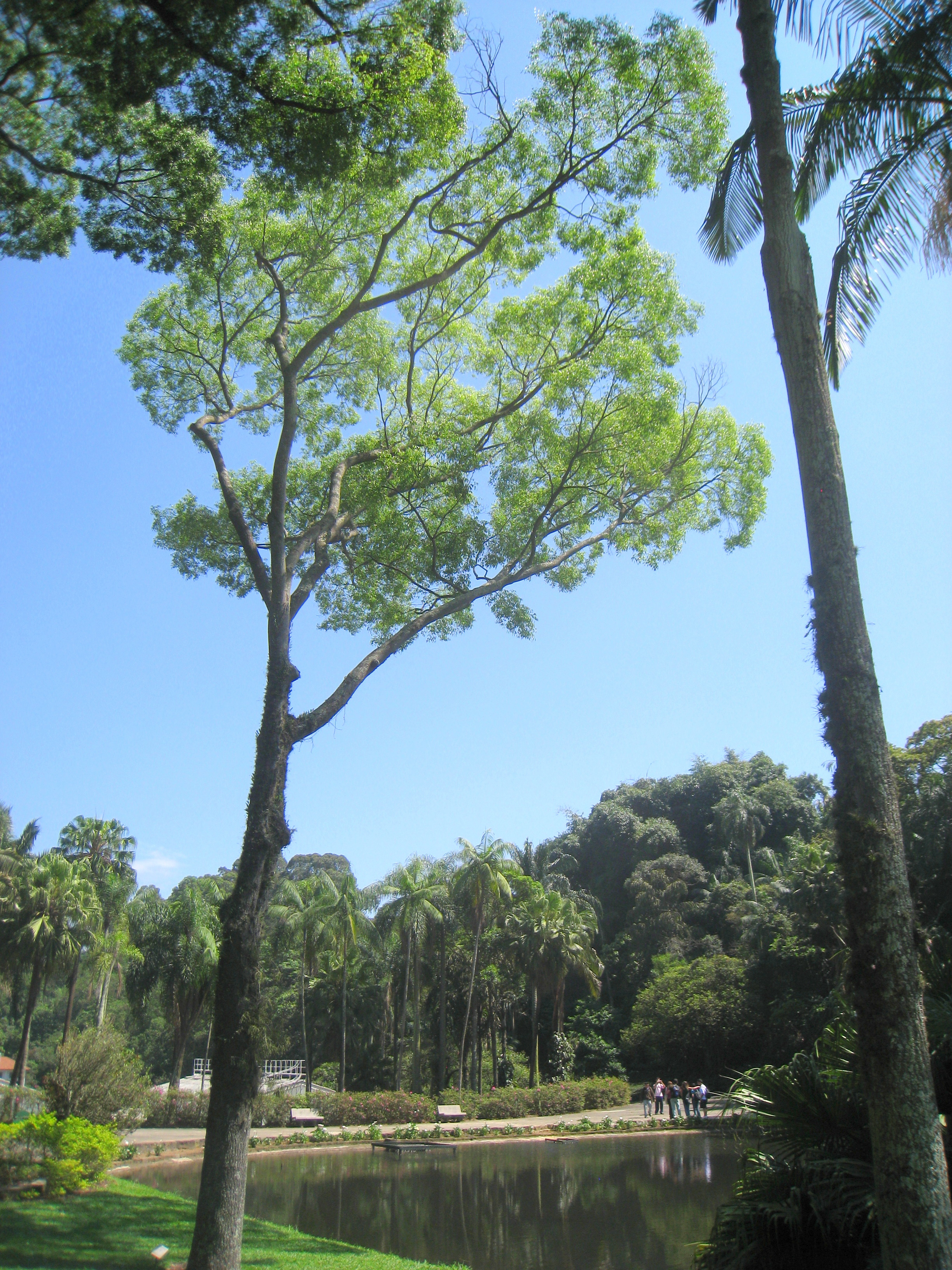